# Trenta (Italië)
Trenta is een voormalige gemeente in de Italiaanse provincie Cosenza (regio Calabrië) en telt 2738 inwoners (31-12-2004). De oppervlakte bedraagt 4,6 km², de bevolkingsdichtheid is 654 inwoners per km². De gemeente ging op 5 mei 2017 op in de fusiegemeente Casali del Manco.

## Demografie
Trenta telt ongeveer 939 huishoudens. Het aantal inwoners steeg in de periode 1991-2001 met 9,3% volgens cijfers uit de tienjaarlijkse volkstellingen van ISTAT.
| Jaar | Inwoneraantal |
| ---- | ------------- |
| 1991 | 2466          |
| 2001 | 2695          |

## Geografie
De gemeente ligt op ongeveer 618 m boven zeeniveau.
Trenta grenst aan de volgende gemeenten: Casole Bruzio, Cosenza, Rovito.